# Линеов двопрсти лењивац
Линеов двопрсти лењивац (лат. Choloepus didactylus) је сисар из породице Megalonychidae и подреда лењивци (Folivora), који припада реду крезубице (Pilosa). 

## Опис
Линеов двопрсти лењивац је крупнији од тропрстих лењиваца. У односу на тропрсте лењивце, имају већу главу, очи, уши, а и њихова длака је дужа, али им је реп краћи. Предњи и задњи удови линеовог двопрстог лењивца су сличне дужине. На рукама и ногама имају по два прста са великим канџама. 

## Угроженост
Ова врста је наведена као последња брига, јер има широко распрострањење и честа је врста.

## Распрострањење
Ареал врсте покрива средњи број држава. Присутна је у следећим државама: Бразил, Венецуела, Перу, Еквадор, Гвајана, Суринам, Француска Гвајана и Колумбија.

## Станиште
Станиште врсте су тропске кишне шуме. Врста је по висини распрострањена од нивоа мора до 2.438 метара надморске висине. 